# Saint-Gabriel
Saint-Gabriel es una ciudad de la provincia de Quebec, Canadá. Está ubicada en el municipio regional de condado de D'Autray y a su vez, en la región administrativa de Lanaudière. Hace parte de las circunscripciones electorales de Berthier a nivel provincial y de Berthier−Maskinongé a nivel federal.

## Geografía
Saint-Gabriel se encuentra ubicada en las coordenadas 46°18′00″N 73°23′00″O / 46.30000, -73.38333. Según Statistique Canada, tiene una superficie total de 2,81 km² y es una de las 1135 municipalidades en las que está dividido administrativamente el territorio de la provincia de Quebec.

## Demografía
Según el censo de 2011, había 2844 personas residiendo en esta ciudad con una densidad poblacional de 1012,3 hab./km². Los datos del censo mostraron que de las 2828 personas censadas en 2006, en 2011 hubo un aumento poblacional de 16 habitantes (0,6%). El número total de inmuebles particulares resultó de 1578 con una densidad de 561,57 inmuebles por km². El número total de viviendas particulares que se encontraban ocupadas por residentes habituales fue de 1340.